# Donaubrücke Sinzing
Die Donaubrücke Sinzing ist eine 930 m lange Brücke der Bundesautobahn 3 bei Regensburg.
Das Bauwerk überspannt zwischen der Anschlussstelle Sinzing und dem Autobahnkreuz Regensburg mit neun Feldern die Donau, am linken Donauufer die Donautalbahn Regensburg-Ingolstadt und zwei Gemeindestraßen sowie am rechten Donauufer das historische Naturschutzgebiet Max-Schultze-Steig. Die Autobahn ist im Verlauf der Brücke im Grundriss gerade.
Die Brücke ist als Balkenbrücke mit zwei getrennten Überbauten für die Richtungsfahrbahnen ausgeführt.
Die ersten Arbeiten für eine Autobahn im Raum Regensburg fanden Ende der 1930er Jahre statt. Damals wurde unter anderem auch mit dem Bau der Unterbauten einer Donaubrücke begonnen. Endgültig errichtet wurde die Brücke zwischen den Jahren 1961 und 1966, bei Baukosten von 27 Millionen DM. Die Planungen, Bauausführung und Montage lag in den Händen des MAN Werks Gustavsburg. Die Brücke Sinzing war die erste Brücke ihrer Art, deren Baustatik gänzlich elektronisch errechnet worden ist.

## Gründung und Unterbauten
Das westliche Widerlager hat eine Tiefgründung über Bohrpfähle, die Pfeiler und das östliche Widerlager sind auf Kalksteinfels flach gegründet. Die massiven, ungefähr 40 m hohen Pfeiler haben einen massiven Rechteckquerschnitt aus unbewehrtem Beton sowie eine Granitvormauerung. Die Auflagerbänke bestehen aus Stahlbeton.

## Überbau
Die Brücke hat zwei getrennte stählerne Überbauten mit dem Durchlaufträger als Bauwerkssystem. Die Gesamtstützweite der neunfeldrigen Brücke beträgt 930,1 m, bei Stützweiten von 3 × 90,0 m – 95,0 m – 100,0 m – 105,0 m – 115,2 m – 129,9 m – 115,0 m. Die Konstruktionshöhe ist veränderlich und mit 3,5 m bis 5,1 m den Spannweiten angepasst. In Querrichtung ist jeder Überbau als geschweißte Plattenbalkenkonstruktion mit zwei vollwandigen Hauptträgern und einer orthotropen Fahrbahnplatte ausgebildet. Die Hauptträger sind im Abstand von 7,5 m angeordnet, und im Abstand von 8,75 m durch Fachwerkverbände miteinander verbunden. Die Fahrbahnplatte ist 14,25 m breit.